# Picungpugur
Picungpugur is een bestuurslaag in het regentschap Cirebon van de provincie West-Java, Indonesië. Picungpugur telt 1509 inwoners (volkstelling 2010).